# Тевта
Тевта става царица на ардиеите около 231 пр.н.е. след смъртта на нейния мъж, владетеля Агрон.
Тя организира пиратски експедиции в Адриатическо море, Йонийското крайбрежие и Южна Италия. След нападения на илирийски пирати срещу римски търговски кораби Римската република изпраща посланици в резиденцията на Тевта (днешна Шкодра, Албания) с настояване тя да спре набезите и да изплати на Рим обезщетение. Отказа на Тевта да се подчини води до Първа илирийска война през 229 пр.н.е. Тевта се предава и приема условията през 227 пр.н.е., когато столицата Шкодра е обсадена от римляните.